# Orange Line (Lahore)

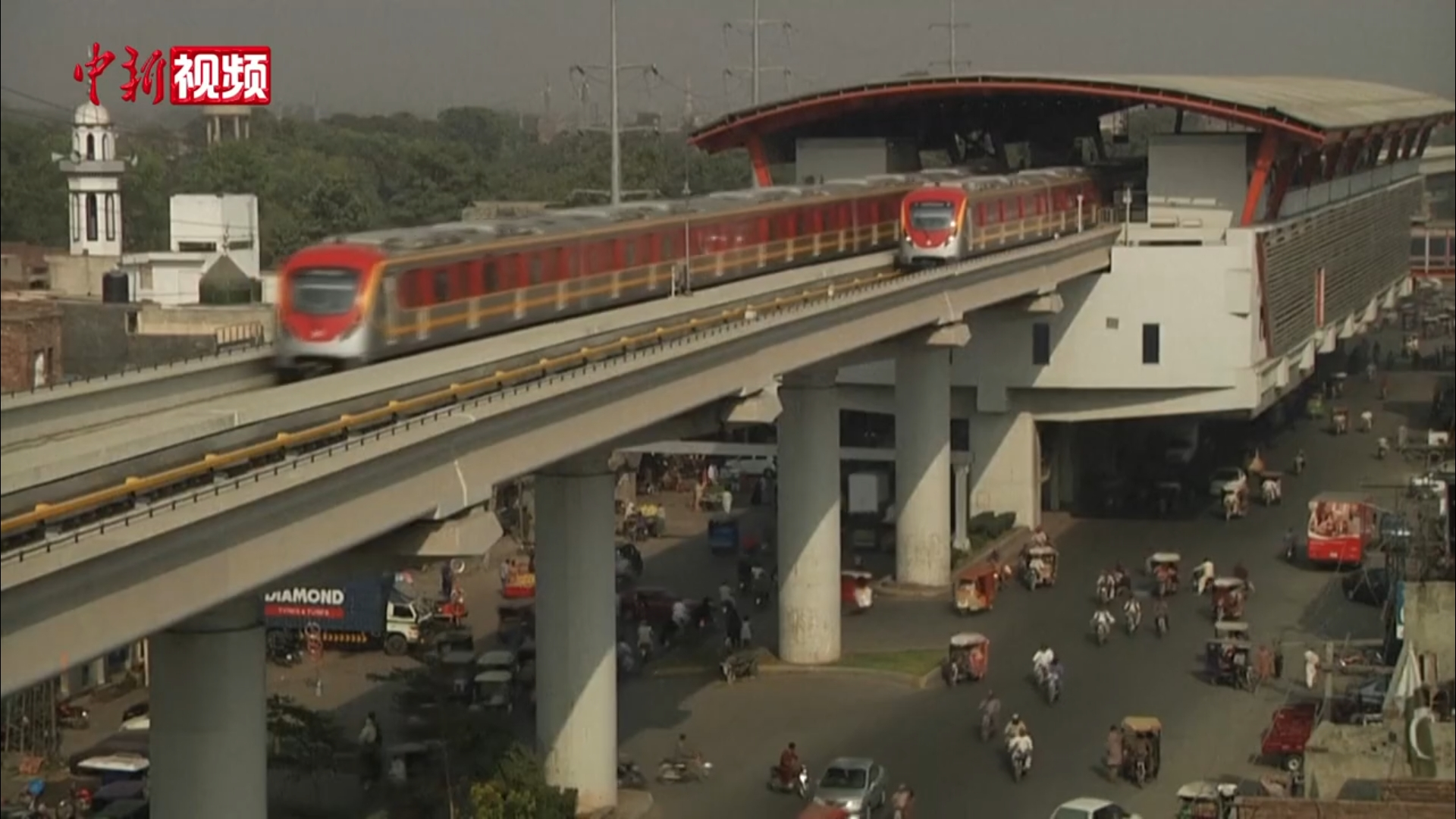
Orange Line

Die Orange Line ist eine vollautomatische Metrolinie in Lahore, Pakistan. Sie ist die erste U-Bahn-Linie Pakistans. Die orangefarbene Linie ist die erste der drei geplanten Linien für die Metro von Lahore. Die Strecke besitzt eine Länge von 27,1 km und bedient 26 Stationen in Lahore. Die Finanzierung ist nicht wie häufig angenommen Teil des CPEC, sondern erfolgt vollständig durch die Provinzregierung des Punjab.

## Geschichte
Das Projekt der Orange Line wurde zwischen der pakistanischen und chinesischen Regierung durch eine Absichtserklärung vereinbart. Die Finanzierung wurde im Dezember 2015 durch einen Kredit in Höhe von $1,55 Mio. bei der chinesischen China Exim-Bank sichergestellt. Die Arbeiten begannen im Oktober 2016. Der Bau wurde wie beim Lahore Metrobus in Abschnitte unterteilt und an Subunternehmen vergeben. Die Baukosten betragen Rs. 32,88 Mio. Am 12. Januar 2017 starben 7 Arbeiter bei den Bauarbeiten. Insgesamt starben mindestens 50 Arbeiter bei den Bauarbeiten. Am 25. Oktober 2020 wurde die Orange Line durch den Ministerpräsidenten des Punjab, Sardar Usman Buzdar, eröffnet.

## Design

### Bahnstationen
Die Orange Line bedient 26 Stationen. Zwei wurden unterirdisch angelegt, während die anderen 24 Stationen oberirdisch sind. Die oberirdischen Stationen sind 104 Meter lang und 22,5 Meter breit. Die unterirdischen Stationen besitzen Bahnsteigtüren, das sind automatisierte Trenntüren zwischen Gleis und U-Bahn verfügen. Zudem sind sie klimatisiert.

### Fahrzeuge
Die Züge der Orange Line bestehen aus 5 Wagen. Sie wurden vom chinesischen Unternehmen Norinco hergestellt und verkehren führerlos. Ein Zug hat etwa 200 Sitzplätze. Die Provinzregierung des Punjab hat insgesamt 27 solcher Züge für $1 Mio. bei Norinco bestellt.

### Bahngleise
Die Bahngleise entsprechen chinesischem Standard, die Gleisfreimeldung erfolgt mit Gleisstromkreisen. Die Hauptgleise erhalten Schienen mit einem 60 kg/m-Profil. Die Gleise sind normalspurig mit einer Spurweite von 1435 mm. Die Energieversorgung erfolgt über eine Stromschiene mit 750 Volt Gleichstrom.

## Kritik
Der Bau der Orange Line stellt laut Kritikern eine Bedrohung für das UNESCO-Welterbe in Lahore dar. Der Lahore High Court hat angeordnet, dass Arbeiten ab 60 m Entfernung der Stätten eingestellt werden sollen. Die Anordnung wurde aber wieder aufgehoben. Die Arbeiten wurden fortgesetzt.